# Pfarrkirche Wilten-West

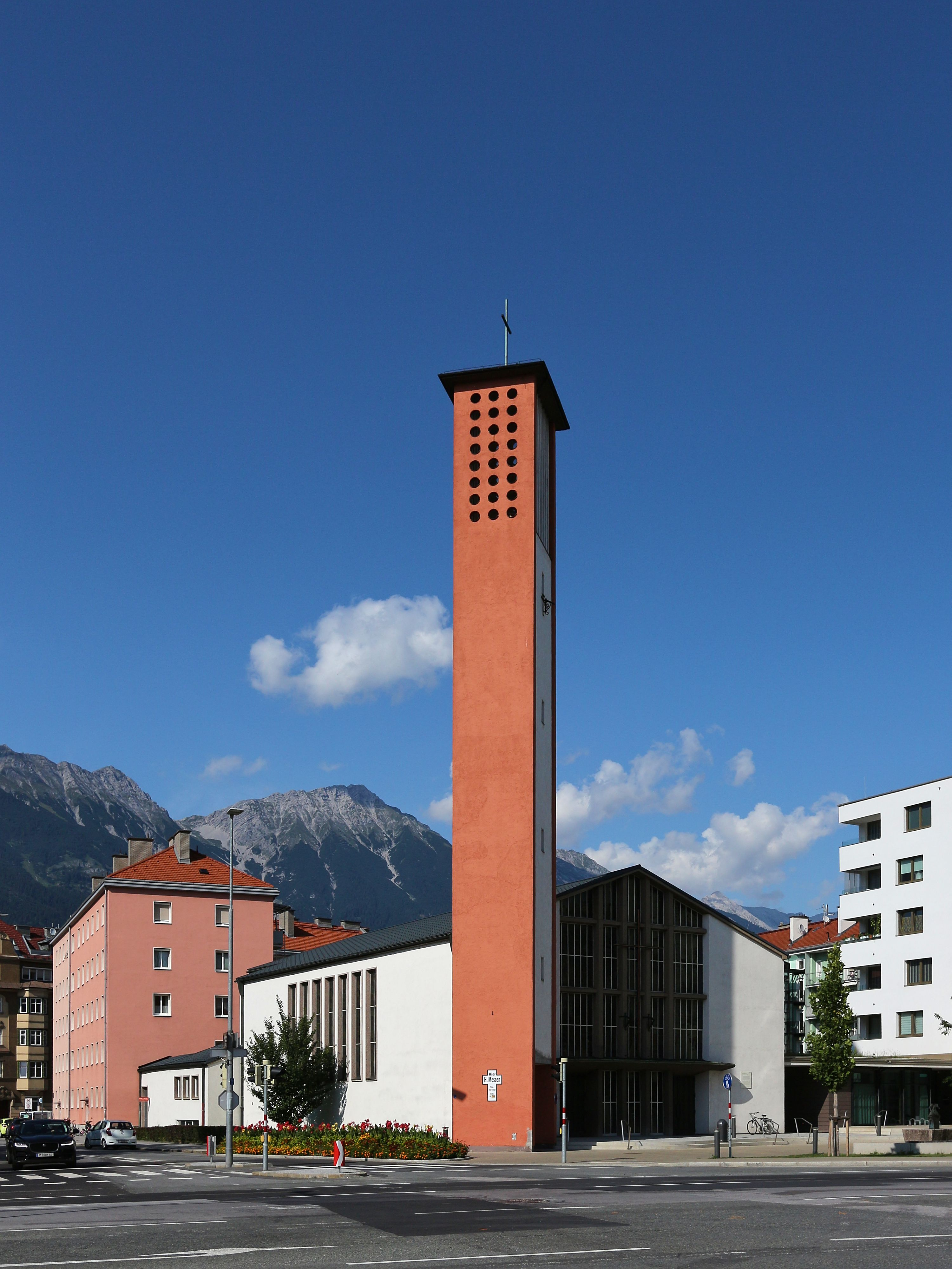
Pfarrkirche hl. Familie von Süden

Die Pfarrkirche Wilten-West ist eine römisch-katholische Pfarrkirche im Innsbrucker Stadtteil Wilten. Die von 1955 bis 1957 errichtete Kirche ist dem Patrozinium Heilige Familie unterstellt und steht unter Denkmalschutz.

## Geschichte
Durch die Eröffnung der Arlbergbahn und der Haltestelle Wilten, den heutigen Westbahnhof, wuchs die Bevölkerung der damals noch eigenständigen Gemeinde Ende des 19. Jahrhunderts stark an. Schon bald gab es Pläne für den Bau einer Kirche im westlichen Teil der Gemeinde und 1888 wurde der Kirchenbauverein Wilten gegründet. 1901 stellte das Stift Wilten ein Grundstück an der Ecke Franz-Fischer-Straße/Speckbacherstraße für den Bau zur Verfügung. Josef Retter legte 1902 einen Entwurf für eine dreischiffige neuromanische Basilika für 2000 Personen vor, der nicht verwirklicht wurde.
1913 wurde ein Architekturwettbewerb durchgeführt, die weitere Planung wurde aber durch den Ausbruch des Ersten Weltkriegs verhindert. Nach dem Krieg wurde 1918/1919 ein neuer Wettbewerb für eine „Friedens- und Heldenkirche zur hl. Familie“ ausgeschrieben, an dem sich 36 Tiroler Architekten beteiligten. Den ersten Preis erhielt Lois Welzenbacher, den zweiten Theodor Prachensky, den dritten Franz Baumann und Theodor Prachensky. Durch die Inflation nach dem Ersten Weltkrieg wurde das angesammelte Geld wertlos und die Kirche konnte nicht gebaut werden.
Da in der wirtschaftlich schwierigen Zwischenkriegszeit ein Neubau nicht möglich war, wurde 1931 auf Initiative des Pfarrers Dominikus Dietrich eine ungenutzte Transformationshalle der Österreichischen Bundesbahnen in der Karwendelstraße für 30 Jahre angemietet und zu einer Notkirche umgestaltet. Durch Spenden wurde die künstlerische Ausstattung der Kirche ermöglicht. Sie erhielt ein Altarbild mit Darstellung der hl. Familie von Rafael Thaler sowie Figuren Herz Jesu und Thérèse von Lisieux von Virgil Rainer. Nach dem Anschluss Österreichs ans Deutsche Reich 1938 und der Aufhebung des Stiftes Wilten 1939 wurde der Baugrund für die Kirche enteignet, der Kirchenbauverein aufgelöst und 1941 der Mietvertrag der Notkirche gekündigt. Die Gemeinde nutzte daraufhin die Herz-Jesu-Kirche mit.
Nach dem Zweiten Weltkrieg wurde 1946 die Notkirche wieder eröffnet und neue Pläne für einen Kirchenneubau entwickelt. Da das ursprünglich vorgesehene Grundstück inzwischen verbaut war, fand man einen Bauplatz an der Ecke Egger-Lienz-Straße/Fritz-Pregl-Straße neben dem Westfriedhof, wo 1949 ein provisorisches Pfarr- und Jugendheim in Form einer einstöckige Baracke errichtet wurde. Baurat Hermann Jung und Architekt Hans Flür erstellten einen ersten Entwurf für die Kirche, der nach Überarbeitung von Martin Eichberger umgesetzt wurde.
Am 4. September 1955 erfolgte der erste Spatenstich und am 16. Oktober 1955 die feierliche Grundsteinlegung durch Bischof Paulus Rusch. Bereits im Dezember 1955 konnte die Firstfeier begangen werden, am 13. Oktober 1957 wurde die Kirche geweiht. 1959 wurde das Pfarrhaus errichtet.

## Beschreibung

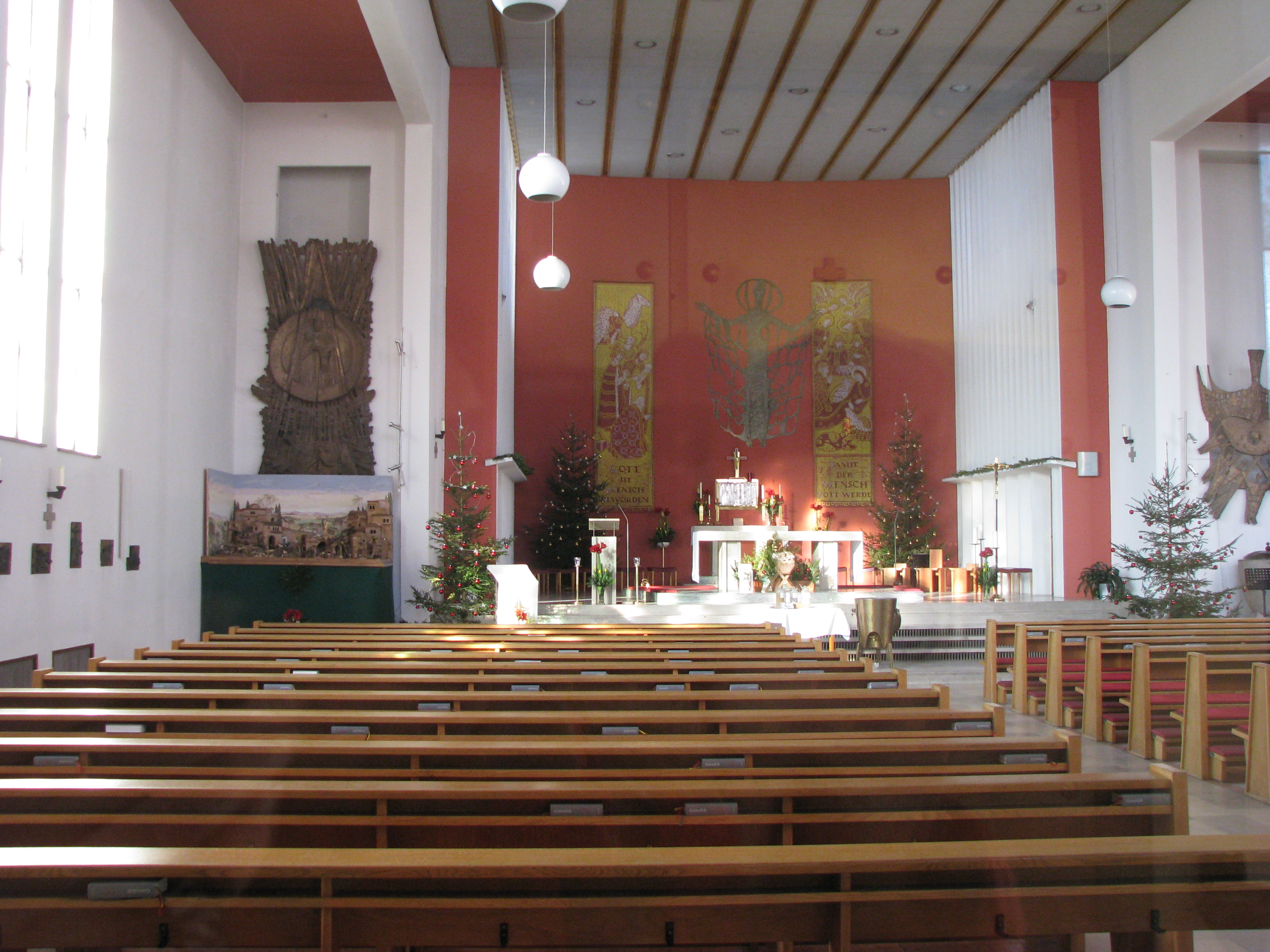
Innenansicht

Die nach Norden ausgerichtete Kirche ist ein schlichter Rechteckbau mit eingezogenem, flachrund schließendem Chor und einem  Satteldach, das über dem Chorschluss abgewalmt ist. Die zur Egger-Lienz-Straße gerichtete Eingangsfassade wird von einer breiten vom Boden bis zum Giebel reichenden Verglasung in einem Stahlbetonraster dominiert. Im Erdgeschoß wird die Verglasung von den seitlich liegenden Portalen begrenzt, darüber erstreckt sich ein Vordach, auf dem ein großes, schlankes Metallkreuz aufsetzt. Die Traufseiten weisen hochrechteckige Fenster in Betongewänden auf, am Chor sind die Traufseiten durch vertikale Glasbahnen gestaltet. Auf beiden Seiten des Chores befinden sich ein- bzw. zweigeschoßige Anbauten unter Pultdächern. An der Südwestecke erhebt sich ein freistehender Turm mit flachem Zeltdach, der durch eine verglaste Brücke im ersten Turmobergeschoß mit der Kirche verbunden ist.
Der langgestreckte, hohe Innenraum wird durch die seitlichen Fenster und die verglaste Eingangswand belichtet. Die Dach- und Deckengestaltung im Langhaus deuten eine Dreischiffigkeit an. Der überhöhte Chorraum ist mit einer Flachdecke versehen. An der Hochaltarwand befindet sich eine monumentale Bronzeskulptur des Auferstandenen, die 1968 von Ilse Glaninger-Balzar geschaffen wurde. Auch die beiden Seitenaltäre, der Familien-Altar (1974) und der Taufaltar (1976), wurden von der Künstlerin gestaltet.